# 敦賀気比高等学校・付属中学校
敦賀気比高等学校・付属中学校（つるがけひこうとうがっこう・ふぞくちゅうがっこう、英: Tsuruga Kehi Senior & Junior High School）は、福井県敦賀市沓見に所在し、中高一貫教育を提供する私立高等学校・中学校。

## 設置学科
公立校との併願を認めておらず特進コースも含めてすべて専願のみとなっている。
- 普通科※2022年度入学生からは2コースとなる
  - 特別進学コース
  - 進学コース（下記の4専攻に分かれる）
    - 一般専攻
    - 探究専攻
    - 中国語専攻
    - 技能開発専攻
    - 美術専攻（※2025年度から募集停止）

## 付属中学校
福井県初の私立中高一貫校として設立された。中池見での水質調査や米作りなどを中心とした総合学習を積極的に行うと共に、2024年度からは、オンライン英会話の授業を取り入れ、英会話学習、英語学習にも力を入れている。将来を見据えた国際人としての資質を養うための学習と、英数国3教科を中心とした少人数教育を活かした教科指導を充実させている。教育形態は周辺の一般中学校と違い、国語・数学・英語等の主要教科の時間数を増やしており、自然と学習進度が速くなるので、中高一貫校の例に漏れず、教科によっては高校の教科書を使用した授業が積極的に行われている。オンライン英会話の授業では、タブレットを通して、直接、マンツーマンで英会話学習ができるため、都会の中高一貫校と同様に生徒が興味を持って取り組める授業が受けられる。
校風は、進学生徒を育成するという目的上、校則、授業形式が公立校より厳しいと思われがちだが、公立校とほぼ変わりはない。
部活動は、高校と合同で行うバドミントン部、吹奏楽部、ダンス・チア部、茶華道部、かるた同好会などがある。かるた同好会では福井県中高生のトップレベルの中学生もおり、全国大会でも個人などで優秀な成績を収めている。
進路は、ほぼ全員敦賀気比高校の特進コースに進学するが、本人の希望で若干名、進学コースに進む生徒もいる。

## 高等学校
高等学校は1986年創立。2024年度現在、特別進学コースと進学コースの2コース制。
特別進学コースは、「少人数教育による個別指導の充実」・「オンライン英会話の授業を取り入れたENGLISHプログラムによる英会話力、英語力の養成」・「文武両道を掲げた勉学と部活動の充実による教育」と、「英語教育」「英才教育」「人間教育」の3本を柱とした教育が行われている。
進学コースは４つの専攻を置いている。一般専攻では文武両道を謳い、5教科中心のカリキュラムを採用。探究専攻では特進コース同様にオンライン英会話の授業で学べる。中国語専攻では中国語の基礎、会話の基礎を学習する。技能開発専攻はWord、Excelの学習等就職に役立つ学習を積極的に学習する。
また、勉学に強い意欲を持ち、成績優秀な生徒は進学選抜クラスに所属し、特進コースに準じた学習ができる。

## 校訓・建学の精神

### 校訓
時習（自学・創造）・自律（立志・克己）・慈愛（感謝・奉仕）である。

### 建学の精神
敦賀気比高等学校は、教育基本法の精神に則り、人間尊重を柱とし、個性に応じ能力の開発を図り、もって自ら考える力を養い、自主・自律の精神に富み、社会性・国際性のある人間として、知・徳・意・体の調和のとれた人材の養成を目的とする。
　この目的の実現を図る為、師弟ともに学び励む学園を創造し、個性ある学風と私学の自主性を最大限に生かすことを本校の教育方針とする。

## 部活動
野球部は甲子園の常連校であり、春12回・夏12回の出場実績がある。1992年秋、当時鯖江ボーイズ監督をしていた渡辺孝一監督が同校監督に就任。1993年秋、福井県大会で初優勝。当時エースの内藤剛志（駒澤大学-JR東海-福井ミリオンドリームズ-JR東海）を中心にレギュラー7人が2年生だった。
1994年夏（第76回）に初出場を果たすと（創部9年目）1995年夏（第77回）でベスト4の成績を残した。
（93年秋～95年夏まで6季連続優勝）第79回選手権（1997年）ベスト8、1998年春（初出場）夏選手権に連続出場を果たした。2008年春（第80回）で復活を果たすと、2013年春（第85回）・2014年夏（第96回）とベスト4の成績を残し、2015年春（第87回）では決勝で東海大四を破り、北陸勢として初の甲子園優勝を達成した。
【全国選手権大会（夏甲子園）：12回】
第77回大会ベスト4、第79回大会ベスト8、第96回大会ベスト4、第101回大会ベスト16
【選抜大会（春甲子園）：12回】
第82回大会ベスト8、第85回大会ベスト4、第87回大会 優勝
【明治神宮大会：6回】
第30回大会準優勝、第46回大会準優勝、第55回大会ベスト4
【国民体育大会：5回】
【北信越大会：34回】優勝8回
野球のほかには駅伝・空手道・レスリング・剣道などの部活が全国大会に出場している。またテニスや陸上競技も同様に全国大会に選手を送り込んでいる。その他にも外部指導を仰ぎながら活躍する生徒もおり、水泳では、2024年9月佐賀国民スポーツ大会において競泳少年女子B100メートル背泳ぎ決勝で1分2秒98の県新記録を出し、全国大会3位入賞を果たした。競泳で福井県勢が3位に入るのは2014年の長崎国体以来10年ぶりとなる。

### 高校
- 運動部 - 野球、陸上競技、レスリング、剣道、サッカー、バスケットボール、テニス、柔道、空手道、バドミントン、ソフトボール、バレーボール、ダンス・チア、駅伝
- 文化部 - 美術、吹奏楽、合唱、ESS、インターアクト、書道、茶道、華道、将棋、放送、新聞、パソコン、JRC、科学
- 同好会（運動系） - ゴルフ、スケート、水泳
- 同好会（文化系） - 中国語、写真、かるた

## 沿革
- 1984年（昭和59年）6月4日 - 福井県高等学校問題協議会答申「第4学区（嶺南地区）は私立が望ましい」。
- 1985年（昭和60年）
  - 1月9日 - 嶺南地区私立高等学校設置推進協議会で私立高等学校設置承認。
  - 1月21日 - 私立高等学校設置準備事務局設置。
  - 2月25日 - 財団法人学校法人嶺南学園創立準備財団設置許可。
  - 4月1日 - 敦賀気比高等学校校地、敦賀市と使用貸借契約締結。
  - 11月18日 - 学校法人嶺南学園設立発起人会。
  - 12月23日 - 学校法人嶺南学園寄付行為認可・敦賀気比高等学校設置認可。
- 1986年（昭和61年）
  - 1月6日 - 学校法人嶺南学園登記完了。中川平太夫初代理事長就任。
  - 1月22日 - 灘高等学校（兵庫県）と協力校提携。
  - 3月25日 - 財団法人から学校法人への債権引継ぎ。
  - 4月6日 - 入寮式。
  - 4月7日 - 敦賀気比高等学校開学式。
  - 4月25日 - 父母と教師の会発足。
  - 12月20日 - 敦賀気比高等学校建設第1期・第2期工事総合落成式。
- 1987年（昭和62年）10月13日 - 付属中学校設置認可。
- 1988年（昭和63年）
  - 4月7日 - 付属中学校開校。
  - 11月26日 - 第2体育館工事完成。
- 1989年（平成元年）
  - 3月23日 - 教育後援会発足。
  - 4月1日 - 工業コースを電子情報コースに変更。
  - 11月28日 - 付属中学校学則定員変更認可。
- 1990年（平成2年）
  - 4月1日 - 隔週5日制導入。
  - 5月12日 - JRC全校加盟。
- 1992年（平成4年）
  - 3月21日 - 第三種電気主任技術者資格認定。
  - 6月8日 - ロシア極東大学と友好校議定書締結。
  - 9月10日 - ハワイ・ワイパフ高等学校と友好校議定書締結。
- 1993年（平成5年）
  - 4月1日 - 普通科4コース（特別進学・進学・教養・電子情報）を、普通科（特別進学・進学）、国際科（ロシア語・英語）、電子情報科の3学科4コースに再編。
  - 7月30日 - 韓国・大田高校と友好校議定書締結。
  - 8月10日 - 中国・北京外国語大学と友好校議定書締結。
  - 9月28日 - 付属中学校学則定員変更認可。
- 1994年（平成6年）4月1日 - 国際科に中国語・ハングル語コースを、電子情報科に電気・情報コースを新設。
- 1996年（平成8年）3月19日 - 第2寮工事完成。
- 2000年（平成12年）4月1日 - 国際科募集を停止し、普通科3コース（特別進学・進学・教養）、電子情報科に再編。
- 2007年（平成19年）4月1日 - 電子情報科募集を停止し、普通科3コース（特別進学・進学・教養）に再編。
- 2009年（平成21年）4月 - 併設型中高一貫教育校として文部科学省に届け出（併設型としては福井県内唯一）。
- 2012年（平成24年）10月15日 - 付属中学校がユネスコスクール加盟校認可。
- 2022年（令和4年）4月1日 - 普通科教養コースを募集停止し、普通科特別進学コース・進学コースの２コース制として改編。
- 2024年（令和6年）4月1日 - 普通科特別進学コース1年生全員と進学コース探究専攻全員及び付属中学校全学年の生徒にオンライン英会話の授業を導入。新たに「気比高Englishプログラム」と銘打って、英会話学習を強化。卒業時に英会話を習得できることを学習目標の一つに掲げてスタートした。
- 2025年（令和7年）4月1日 - 普通科進学コースの美術専攻を募集停止とする予定。

## 気比校祭
例年9月1日から3日頃にかけて行われる気比校祭が、主だった行事である。同期間中に旧市街地で敦賀まつりが行われるため、気比校祭の日程の理由として、敦賀まつりにお神輿担ぎなどで運動部を中心とした生徒が多数欠席し、授業を進めることが難しいということが言われている。
気比校祭は2000年代初頭まで全日程を通して校内で行われていたが、ステージ発表関連を暑い体育館で何時間も行うことへの肉体的負担や体育館自体の音響設備の問題などから、現在は敦賀市民文化センターのホールを借り切って第一日目に団別ステージ発表、ブラスバンド演奏やチアダンスなどがまとめて行われている。2日目の文化祭は学校でにぎやかに行われる。ほぼ丸一日を使って各団体の模擬店などの出し物が披露される。近年は、キッチンカーも複数呼んで、生徒たちには大変好評である。最終日は体育祭となっており、敦賀市運動公園体育館を使用し、雨や熱中症の心配もなく、各団が必死で参加し白熱した戦いを見せる。
周囲を山と田畑に囲まれ、自然に恵まれた環境である。周辺には敦賀市立看護大学や運動公園等が集積している。学校を含めて利用者は比較的多いが、周辺にコンビニは無く、飲食店も一軒程度あるのみで昼は相当混雑するため、訪れる場合は注意が必要である。
学校は馬坂峠の頂付近の山を削って建てられており、それゆえ傾斜地に建てられているため、学生は朝夕の自転車通学を毎日こなすだけでもそれなりの体力がつくといわれている。
それらの施設群と市街地を結ぶ道路は田んぼの中を貫く直線の道で、天気が良いと道が映えて良い景色が見られる。歩道との道路の拡張工事も進み、混雑時にも対応してきている。

## 校歌
「敦賀気比高等学校校歌」　作詞：広部英一、作曲：島崎篤子

## 著名な出身者

### 野球
- 飯田雅司
- 三上真司
- 東出輝裕
- 金森久朋
- 内海哲也
- 李景一
- 仲澤忠厚
- 山田修義
- 吉田正尚
- 西川龍馬
- 岸本淳希
- 玉村祐典
- 平沼翔太
- 山﨑颯一郎
- 黒田響生
- 木下元秀
- 笠島尚樹
- 長谷川信哉
- 前川誠太
- 東哲平
- 喜多亮太
- 竹下海斗

### 実業家
- 西井敏恭
- 田中次紀

### その他
- 竹森現紗 - 弁護士
- 辻隼 - 元陸上競技選手
- 田中悠登 - 元陸上競技選手・福井放送職員
- 濱頭優 - 元RY's
- 平岡海月-日向坂46